# Gene FitzGerald
Eugene „Gene“ FitzGerald (irisch Eoghan Mac Gearailt, * 21. August 1932; † 14. Dezember 2007) war ein irischer Politiker der Fianna Fáil und saß von 1972 bis 1987 im Dáil Éireann, dem Unterhaus des irischen Parlaments.

## Biografie
FitzGerald wurde am 2. August 1972 für seine Partei in einer Nachwahl in den 19. Dáil Éireann gewählt. Von Premierminister (Taoiseach) Jack Lynch wurde er am 5. Juli 1977 in die von diesem geführte Regierung der Fianna Fáil als Arbeitsminister berufen und übte dieses Amt auch unter Lynchs Nachfolger Charles Haughey bis zum 16. Dezember 1980 aus. Am 24. März 1980 wurde er zusätzlich Minister für den öffentlichen Dienst. Im Rahmen einer Kabinettsumbildung übernahm er am 16. Dezember 1980 statt des Arbeitsministeriums das Amt des Finanzministers. Nach der Wahlniederlage der Fianna Fáil schied er am 30. Juni 1981 als Finanzminister und Minister für den öffentlichen Dienst aus der Regierung aus.
Nach der Niederlage der von der Fine Gael gestellten Regierung unter Premierminister Garret FitzGerald berief ihn Charles Haughey erneut in dessen Regierung. Dort war er zwischen 9. März und 14. Dezember 1982 erneut Arbeitsminister sowie Minister für den öffentlichen Dienst. Bei den Wahlen 1987 zum 25. Dáil Éireann verzichtete er auf eine erneute Kandidatur und schied somit aus dem Unterhaus aus. Neben seiner Abgeordnetentätigkeit saß FitzGerald auch von 1984 bis 1994 im Europäischen Parlament. Ein solches Duales Mandat war zu dieser Zeit noch möglich.